# Nguyễn Nguyên Vũ
Nguyễn Nguyên Vũ (sinh ngày 5 tháng  5 năm 1971) là họa sĩ người Việt Nam, công việc chủ yếu của ông là giảng viên ngành mỹ thuật tại Trường Đại học Sân khấu – Điện ảnh Hà Nội với vai trò Phó trưởng khoa.
Nguyễn Nguyên Vũ từng hai lần chiến thắng đề cử Thiết kế mỹ thuật xuất sắc hạng mục Phim điện ảnh tại Giải Cánh diều 2013 và Giải Cánh diều 2021. Ông cũng giành được một giải Họa sĩ xuất sắc tại Liên hoan phim Việt Nam lần thứ 18 và là thành viên giám khảo Giải Cánh diều 2008.

## Tác phẩm

### Ấn bản
- Cách tiếp cận mới về thiết kế mỹ thuật điện ảnh
- Trang phục – Phương tiện kể chuyện trong phim của đạo diễn Alfred Hitchcock
- Đôi lời về phim "Lầm lỗi"

### Điện ảnh
| Năm  | Phim                         | Đạo diễn                           | Hình thức phim | Chú thích   |
| ---- | ---------------------------- | ---------------------------------- | -------------- | ----------- |
| 2001 | Tết này ai đến xông nhà      | Trần Lực                           | Điện ảnh       |             |
| 2001 | Hai Bình làm thủy điện       | Trần Lực                           | Điện ảnh       | cùng Vũ Huy |
| 2007 | Rừng đen                     | Vương Đức                          | Điện ảnh       |             |
| 2013 | Những người viết huyền thoại | Bùi Tuấn Dũng                      | Điện ảnh       |             |
| 2013 | Trái tim kiêu hãnh           | Quốc Tuấn                          | Dài tập        |             |
| 2017 | Lặng yên dưới vực sâu        | Đào Duy Phúc                       | Điện ảnh       | [ 7 ]       |
| 2019 | Nơi ta không thuộc về        | Đặng Thái Huyền                    | Điện ảnh       |             |
| 2021 | Bình minh đỏ                 | Nguyễn Thanh Vân và Trần Chí Thành | Điện ảnh       |             |
| 2023 | 915                          | Lưu Trọng Ninh                     | Điện ảnh       |             |

## Giải thưởng
| Năm  | Giải thưởng                        | Tác phẩm                     | Hạng mục          | Chú thích |
| ---- | ---------------------------------- | ---------------------------- | ----------------- | --------- |
| 2013 | Liên hoan phim Việt Nam lần thứ 18 | Những người viết huyền thoại | Họa sĩ xuất sắc   | [ 8 ]     |
| 2014 | Giải Cánh diều 2013                | Những người viết huyền thoại | Thiết kế mỹ thuật | [ 8 ]     |
| 2021 | Giải Cánh diều 2021                | Bình minh đỏ                 | Thiết kế mỹ thuật | [ 9 ]     |